# Томас Штангассінгер
Томас Штангассінгер  (нім. Thomas Stangassinger; нар. 15 вересня 1965) — австрійський гірськолижник, олімпійський чемпіон.

## Виступи на Олімпіадах
| Олімпіада        | Дисципліна              | Місце  |
| ---------------- | ----------------------- | ------ |
| Калгарі 1988     | слалом                  | участь |
| Калгарі 1988     | гірськолижна комбінація | 13     |
| Альбервіль 1992  | слалом                  | 9      |
| Ліллехаммер 1994 | слалом                  | 1      |
| Нагано 1998      | слалом                  | 6      |